# Parázs

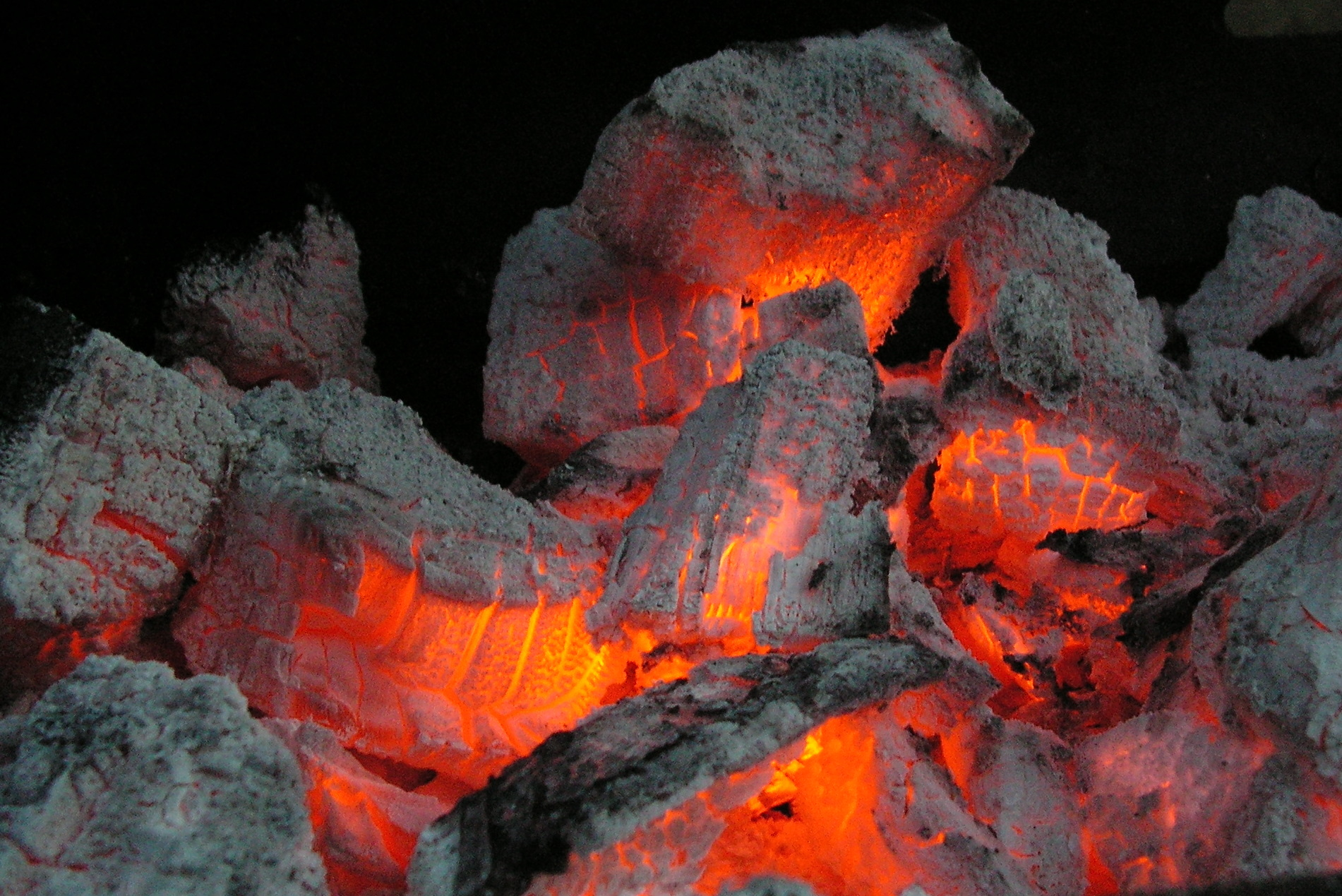
Parázsló szén

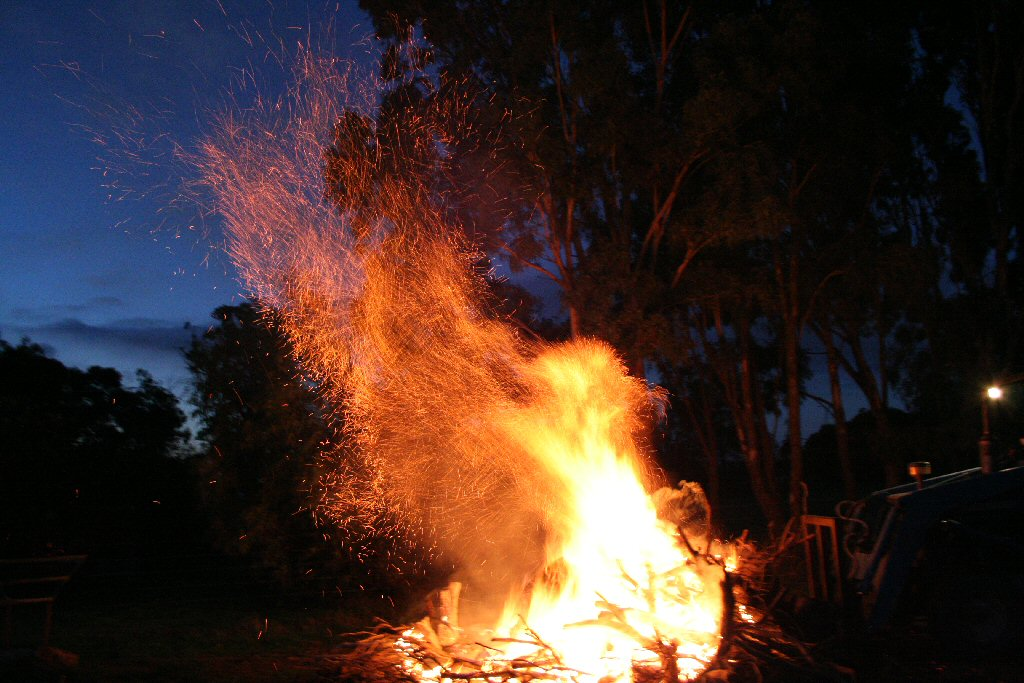
Ausztrál vidéki tűz, a szél sok parazsat felkapott a levegőbe.

A parázs az izzó, forró elszenesedett fa, szén vagy egyéb szén-alapú anyag maradványa tűz után. A parázs magában hordozza a tűz előidézésének a lehetőségét is. A parázs nagyon nagy hőfokra felhevülhet, időnként akár elérheti a tűz hőfokát is. A tűz kioltása után még hosszú ideig sugározza a hőt. Ha a parázs nincs kellően kioltva, lehűlve, akkor újra tüzet gerjeszthet, komoly tűzvészt okozhat. A problémák elkerülésére a bevett gyakorlat a kempingezők között vagy vízzel leönteni vagy földdel betemetni a parazsat. 
Gyakran használják főzésre, például szenes grillekben. Az oka ennek, hogy parázs sokkal egyenletesebben sugározza, adja le a hőt, mint a nyílt tűz, aminél folyamatosan ingadozik az aktuálisan leadott hőfok. 
A parázs általában akkor keletkezik, amikor a tüzelő csak részben ég el és még marad benne felhasználható kémiai energia. A leggyakoribb oka ennek, hogy az energia olyan mélyen található, ahová a levegő (O2) nem tud eljutni, így nem zajlik le az égési folyamat (szén-alapú éghető anyag + O2→ CO2 + H2O + C + egyéb anyagok).  Mivel az oxidáció miniatűr léptékben játszódik csak le, sokáig forró marad és csak lassan veszíti el a hőenergiáját. A parázs között látható kis sárga, narancssárga és piros fények tulajdonképpen az égési folyamatok, csak nem történik elég oxidáció egyszerre, hogy lángot képezzen. Mire a parázs teljesen leég, majdnem minden tiszta szén elveszti a fizikai kötéseit, ezért porlik szét a legkisebb érintésre is. A szétporlott maradékot hamunak hívják.
Az erdőtüzek nagy része parázsból alakul ki. A szikra (a parázs levegőbe kerülő része) általában elégett levelekből alakul ki, tehát kicsi és könnyű, a szél könnyen felkapja és elfújja. Ha a széljárás kedvező, a szél a szikrát messzire a tűz vonala elé tudja fújni nagy tüzek, kis pontszerű tüzeket okozva akár több száz méterrel távolabb. A futótűz elleni védekezés egyik első lépése a „szikratámadás” kivédése, elfojtása, amikor a szikrák ellepik a házakat kis tüzeket keltve a fa szerkezetekben.